# Wilhelm Barthlott
Wilhelm Barthlott (Forst (Baden), 22 juni 1946) is een Duitse botanicus.
In 1968 begon hij met de studie biologie aan Universität Heidelberg met als bijvakken aardrijkskunde, natuurkunde en scheikunde. In 1972 behaalde hij zijn diploma. In 1973 promoveerde hij op de systematiek en biogeografie van epifytische cactussen. Van 1974 tot 1981 was hij als wetenschappelijk onderzoeker verbonden aan Institut für Systematische Botanik und Pflanzengeographie, Heidelberg. Hier hield hij zich voornamelijk bezig met onderzoek op het gebied van rasterelektronenmicroscopie van grensvlakken van planten en biogeografisch en ecologisch onderzoek van tropische flora. Voor dit laatste onderzoek verbleef hij onder andere in Ecuador, Brazilië en Ivoorkust. In 1981 verkreeg hij zijn habilitatie. Van 1982-1985 was hij hoogleraar aan Freie Universität Berlin en afdelingshoofd van Institut für Systematische Botanik und Pflanzengeographie van dezelfde universiteit. Van 1985-2002 was hij hoogleraar-directeur van het botanische instituut en Botanischer Garten Bonn, onderdelen van Rheinische Friedrich-Wilhelms-Universität Bonn. Zowel het botanische instituut als de botanische tuin werden door hem grondig gereorganiseerd.
Vanaf 2003 is hij directeur van het nieuw opgerichte Nees-Institut für Biodiversität der Pflanzen en van de botanische tuin als onderdelen van Rheinische Friedrich-Wilhelms-Universität Bonn. Daarnaast bekleedt hij nog meer functies en is hij lid van meerdere wetenschappelijke organisaties waaronder de Botanical Society of America en de Linnean Society of London. Hij heeft vele onderscheidingen en prijzen voor zijn werk ontvangen.
Zijn onderzoek aan plantenoppervlakken resulteerde in 1997 in een beschrijving van het lotuseffect. Hij beschreef samen met Christoph Neinhuis de oppervlaktestructuur en de werking van bepaalde planten die vuil- en waterafstotend zijn. Dit had hij onder andere onderzocht met behulp van de rasterelektronenmicroscoop. (C. Neinhuis & W. Barthlott (1997): Characterization and distribution of water-repellent, self-cleaning plant surfaces. Annals of Botany 79: 667-677). Hierdoor werd hij bij een groter publiek bekend en ging hij samenwerken met de industrie om de ontwikkeling van zelfreinigende, hydrofobe oppervlakken mogelijk te maken.
Ander onderzoek waarmee hij zich bezighoudt betreft epifytische planten, cactussen, orchideeën, vleesetende planten en de biodiversiteit van tropische standplaatsen zoals geïsoleerde bergen. Voor onderzoek reist onder meer hij af naar Zuid-Amerika, West-Afrika en Madagaskar. Bij zijn onderzoek maakt hij veel gebruik van rasterelektronenmicroscopie en moleculaire methoden. Hij heeft vele publicaties op zijn naam staan.